# Notophthiracarus glennieensis
Notophthiracarus glennieensis är en kvalsterart som beskrevs av Wojciech Niedbała 2006. Notophthiracarus glennieensis ingår i släktet Notophthiracarus och familjen Phthiracaridae. Inga underarter finns listade i Catalogue of Life.